# Kloniranje
Kloniranje (grč. κλών: grana, mladica) je pojam u širem smislu označava prirodni ili umjetni razvoj dvije ili više genetički identičnih stanica ili organizama.
U definiranju pojma kloniranja se polazi s jedne strane u zoologiji i botanici a s druge u reprodukcijskoj medicini i staničnoj biologiji s različitih polazišta. 
Kloniranje je oblik nespolnog razmnožavanja različitih jednostaničnih i višestaničnih organizama pri kojem nastaju potomci koji su jednaki roditeljskom organizmu i međusobno, no, za znanost je, ipak, zanimljivije proučavati kloniranje sisavaca.
Kloniranje je pojam koji potječe iz 1963. godine te, naizgled, nije osobito složen zahvat i već 1962. je britanski znanstvenik John Gurdon uspio stvoriti jednu žabu. Uspješno je prenio jezgru iz jedne tjelesne stanice žabe u neoplođenu jajnu stanicu žabe u kojoj je prethodno uništio jezgru UV zračenjem. Iako se tako dobivena jajna stanica uspjela razviti samo do punoglavca, ova tehnika prijenosa jezgre pokazala je put za nova uspješna kloniranja.
U posljednjih nekoliko godina znanstvenici su uspjeli klonirati više vrsta životinja. Godine 2001. američki su znanstvenici čak pokušali klonirati čovjeka, no u tome nisu uspjeli. Jedna tehnika koju znanstvenici primjenjuju za dobivanje klonova naziva se nuklearni transfer.
Znanstvenici najprije iz ženke uzmu neoplođenu jajnu stanicu i iz nje odstrane jezgru, koja sadrži DNK. Iz tijela životinje koju će klonirati uzmu odgovarajuću stanicu, primjerice stanicu kože, čija jezgra sadrži sve genetske informacije o svom vlasniku. Tu stanicu (ili samo njenu jezgru) znanstvenici tada unesu u jajnu stanicu iz koje su odstranili jezgru i kroz nju puste struju. Tim se postupkom postiže sjedinjenje stanice i citoplazme jajne stanice. Nakon što dobije novu jezgru, jajna stanica počinje se dijeliti kao da je oplođena, čime počinje razvoj klona životinje iz koje je uzeta tjelesna stanica. 
Embrij se tada može implantirati u maternicu surogat majke, gdje će se, u rijetkim slučajevima kada se sve odvija po planu, nastaviti razvijati dok ne dođe vrijeme da mlado dođe na svijet. Postoji i druga mogućnost, a to je da se embrij zadrži u maternici samo dotle dok se iz embrioblasta ne uspiju izdvojiti embrionalne matične stanice koje se dalje mogu držati u kulturi. Znanstvenici vjeruju da bi ovaj temeljni princip kloniranja trebao biti djelotvoran i u slučaju ljudi. Ustvari, prije spomenuti pokušaj kloniranja čovjeka izvršen je s namjerom da se dobiju embrionalne matične stanice. Kloniranje u tu svrhu naziva se terapijsko kloniranje.

## Unutarnje poveznice
- Katolički pogled na kloniranje ljudi